# Clusia mocoensis
Clusia mocoensis är en tvåhjärtbladig växtart som beskrevs av José Cuatrecasas. Clusia mocoensis ingår i släktet Clusia och familjen Clusiaceae. Inga underarter finns listade i Catalogue of Life.